# Osterley
Osterley is een wijk in het Londense bestuurlijke gebied Hounslow, in de regio Groot-Londen.
In de wijk ligt het Osterley Park, waar zich het historische huis Osterley Park House op bevindt.

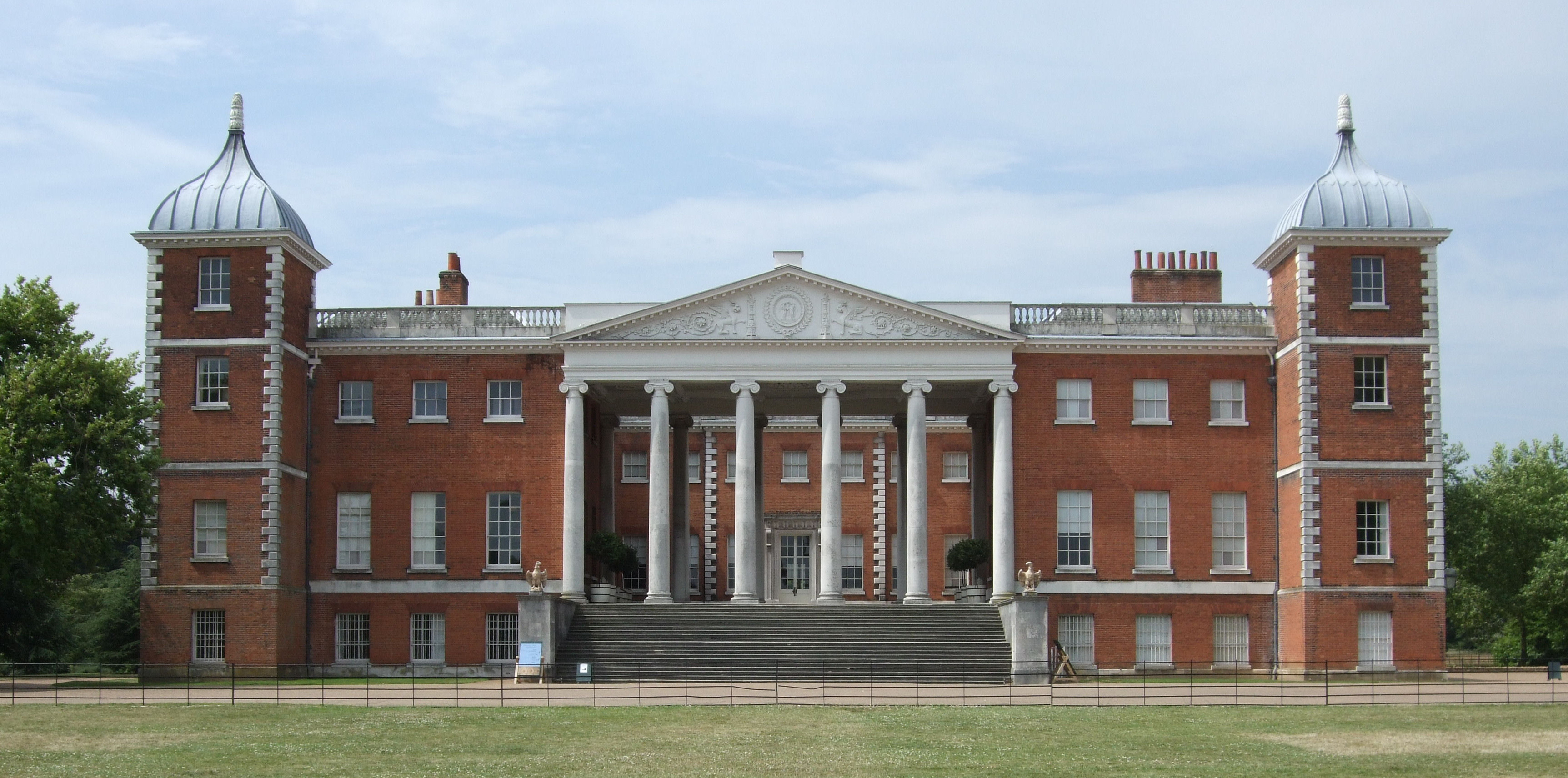
Osterley Park House.